# Гіпергігант

Сонце поруч із VY Великого Пса

Гіпергігант — це зоря величезної маси й розмірів, що має на діаграмі Герцшпрунга — Рассела клас світності 0, гіпергіганти визначаються як найпотужніші, найважчі, найяскравіші й одночасно найрідкісніші і коротковічні надгіганти.

## Характеристики гіпергігантів
Маса гіпергігантів значно перевищує масу будь-яких зір, навіть надгігантів — типовий гіпергігант ушестеро масивніший, ніж Рігель (теж доволі масивна зоря). Типова маса гіпергіганта — 120 M☉ або й більше, аж до 200—250 M☉. За розмірами гіпергіганти не більші за надгігантів, проте маса їх значно більша, тому вони наближаються до теоретичної критичної межі маси переходу до формування чорної діри[джерело?] і вкрай нестабільні. Випромінювання їх дуже потужне, а процеси, які відбуваються під час їх дуже швидкої еволюції, грандіозні. Світність гіпергігантів перевищує світність Сонця у 500 тисяч разів, а часто вона складає мільйони світностей Сонця. Типовий гіпергігант більш ніж у десять разів яскравіший за Рігеля. Температура поверхні гіпергігантів дуже розрізняється — вона може бути як 3 200 К, так і 35 000 К. Більшість гіпергігантів класифікують як яскраві блакитні змінні зорі типу S Золотої Риби.
Тривалість життя гіпергігантів щонайбільше кілька мільйонів років, а для найбільших — сотні тисяч років. У нашій Галактиці такі масивні зорі рідкісні, їх налічується всього декілька[джерело?].

## Відомі гіпергіганти

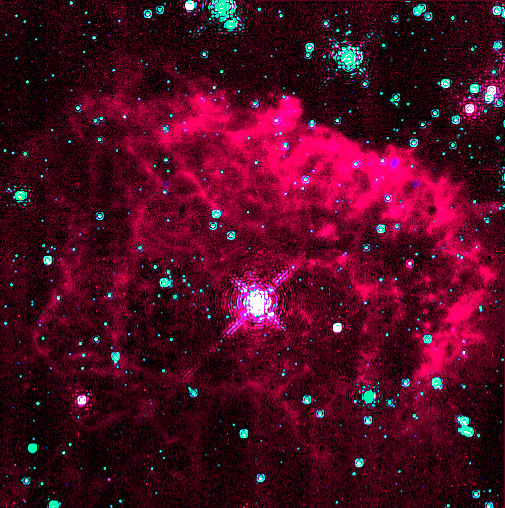
Зірка Пістолет і туманність. Знімок в ІЧ-діапазоні, псевдокольори.

- R136a1 — наймасивніша зоря з відомих науці на сьогодні, розташована у емісійній туманності NGC 2070 (туманність «Тарантул»).
- Зоря Пістолет у сузір'ї Стрільця і туманність, яка її оточує. Зоря Пістолет розташована поблизу центру Чумацького шляху на відстані 25 000 св. р. від нас. Маса зорі — 150 сонячних, а яскравість перевищує мільйон сонячних. Вік зорі — близько 2 мільйонів років.
- P Лебедя, розташована від нас на відстані 5000—6000 св. р.
- S Золотої Риби, найяскравіша зоря в галактиці Велика Магелланова Хмара.
- Ета Кіля, один із найближчих та найпотужніших і нестійких гіпергігантів у нашій Галактиці. Відстань до Ети Кіля — 7500—8000 св. р. Світність зорі становить 5 мільйонів світностей Сонця. Імовірно, зірка стане надновою за декілька десятків тисяч років. Цю зорю можна спостерігати тільки південніше від 27° пн. ш.
- Зорі в скупченні 1806-20 у сузір'ї Стрільця. Одна із зір, LBV 1806-20, є найпотужнішою серед відомих на теперішній час зіркою в Чумацькому Шляху, її світність у 10 мільйонів разів більше сонячної, а маса перевищує сонячну майже у 200 разів. Розміри зорі теж дуже великі — якби вона була розташована на місці Сонця, вона б поглинула всі внутрішні планети разом із Марсом. Її не видно неозброєним оком, відстань до неї перебуває в межах від 30 000 до 49 000 світлових років.